# كولون جنرك رومانس
كولون جنرك رومانس (باليابانية: 九龍ジェネリックロマンス) هي سلسلة مانغا يابانية كتبها ورسمها جون مايوزوكي. ونشرت في مجلة يونغ جمب الأسبوعية التابعة التابعة لدار شوئيشا منذ نوفمبر 2019، وجمعت فصولها في 10 مجلدات تانكوبون. تدور أحداث القصة في مدينة كولون المسورة، هونغ كونغ. اقتبست المانغا إلى مسلسل أنمي من إنتاج ستوديو أرفو أنيميشن عُرض في أبريل 2025، واقتبست إلى فيلم حركة حي عُرض عام 2025.

## القصة
في مدينة كولون المسورة، أكثر مدن العالم كثافة سكانية، تضم أكثر من 33,000 نسمة ضمن متاهة من المباني الشاهقة المترابطة، تمتد على مساحة 26,000 متر مربع. داخل هذه المنطقة الحضرية المنعزلة، تقع شركة وونغ لوي للعقارات، حيث تنشأ قصة حب بين زميلين في العمل: هاجيمي كودو، الهادئ والمتهور، وريكو كوجيراي، المتحفظة. على الرغم من ديناميكيتهما المشاكسة، إلا أنهما يتمتعان بعلاقة وطيدة، ويتناولان الغداء معًا باستمرار. يعمق حبهما المتبادل لمدينة كولون المسورة علاقتهما تدريجيًا، إلا أن غرابة كامنة تبقى عالقة بينهما.

## الشخصيات
- ريكو كوجيراي (鯨井 令子)

أداء صوتي: هاروكا شيرايشي
وكيلة عقارات، تبلغ من العمر 32 عامًا، تقيم بمفردها في مدينة كولون المسورة. تحافظ على علاقة مهنية مع هاجيمي كودو، دون أن تعلم أنهما كانا مخطوبين سابقًا، وأنها كانت مرشدته في مكان عملهما. على الرغم من فقدانها التام لذاكرتها عن ماضيهما، إلا أنها مغرمة به، وإن لم يبادلها نفس الشعور. تستمتع بثقافة كولون الحضرية، ولديها عادة غريبة وهي التدخين أثناء تناول البطيخ الأحمر.
- هاجيمي كودو (工藤 発)

أداء صوتي: توموكازو سوغيتا
وكيل عقارات يبلغ من العمر 34 عامًا، انتقل من الفرع الياباني للعمل في مكتب صغير بمدينة كولون مع ريكو. ومثل ريكو، يُقدّر بعمق ثقافة كولون الحضرية ومأكولاتها. ورغم أنه كان سابقًا زميلًا صغيرًا لكوجيراي وخطيبها، إلا أنه لم يذكر علاقتهما السابقة قط بسبب فقدانها التام للذاكرة. يدرك أن كوجيراي الحالية مغرمة به، لكنه لا يبادلها نفس الشعور، وغالبًا ما يُرى وهو يسخر منها بسبب ذلك.
- ميوكي هيبينوما (蛇沼 みゆき)

أداء صوتي: ريوتارو أوكيايو
رئيس شركة هيبينوما للأدوية، وهي تكتل كبير متخصص في مستحضرات التجميل والأدوية. بشعره المصفف للخلف، وعينيه الحادتين، ولسانه المتشعب المميز، يتميز بمظهره اللافت. بعد أن ورث شركة والده للأدوية، وسّع أعماله بسرعة، وهو الآن يدير بنفسه خدمة استشارات تجميلية شهيرة للنساء. يُعجب ميوكي بريكو بشكل غير عادي عندما تزور عيادته.
- تاو غوين (タオ・グエン)

أداء صوتي: تايتو بان
نادل سابق في مقهى غولدفيش. يُخبر ريكو في البداية بخطوبتها السابقة لهاجيمي (باسم "كوجيراي بي"). بعد اختفائه الغامض، يُدرك لاحقًا أن ريكو الحالية تختلف عن تلك التي عرفها. كان شريك ميوكي سابقًا خلال تحقيقاتهما في مدينة كولون، ويُواصل مساعدة ريكو ويوماي في كشف أسرار المدينة بعد انفصالهما المفاجئ.
- ياوماي (楊明)

أداء صوتي: أوي كوغا
خياطةٌ تصنع الدمى، تقيم في مدينة كولون المسورة، تُعاني من فائضٍ في مخزونها غير المُباع، إلى أن ساعدتها ريكو وهاجيمي وشاو هي. بعد لقاء بالصدفة تكتشف فيه فقدان ريكو للذاكرة، تنشأ بينهما صداقة. تُصرّ على أنها خضعت لعمليات تجميل كاملة لجسدها للتخلي عن ماضيها، لكنها لا تُقدّم أي تفاصيل أخرى عن قصتها.
- شاوهي (小黒)

أداء صوتي: سايومي سوزوشيرو
شابة تعمل بدوام جزئي في عدة مؤسسات في كولون، منها متاجر أحذية ودور سينما. قوامها صغير، وعادةً ما تربط شعرها بشكل كعكة وترتدي ملابس صينية أنيقة. تعرف كلاً من ريكو وهاجيمي.
- يولونغ (ユウロン)

أداء صوتي: كينغو كاوانيشي
زميل مييوكي الذي يحقق في ظاهرة كولون الثانية الغامضة. في البداية، لم يتمكن من إدراك كولون أو دخولها، لكنه اكتشف أن "الندم" هو الشرط الأساسي للوصول.
- كوجيراي ب (鯨井B)

أداء صوتي: يوريكو ياماغوتشي
امرأة متوفاة تشبه ريكو بشكل ملحوظ. أطلق عليها ياوماي هذا الاسم المستعار. كانت تكبر هاجيمي بسنتين، وكانت تعمل كرئيسة له في شركة وونغ لوي للعقارات، وكانت مخطوبة له سابقًا.

## الإنتاج
وفقًا لما ذكرته مايوزوكي، خطرت لها فكرة إطلاق سلسلة مانغا عن مدينة كولون المسورة بينما كان عملها «بعد المطر» لا يزال يُنشر. أعجبها موضوع مدينة كولون المسورة، وتعرفت عليه لأول مرة من خلال لعبة «بوابة كولون» في صغرها.

## الأنمي
اقتبست المانغا إلى مسلسل أنمي عُرض في أبريل 2025، من إخراج يوشياكي إيواساكي وإنتاج ستوديو أرفو أنيميشن، وسيناريو جين تاناكا وتصميم الشخصيات بواسطة يوكا شيباتا والإخراج الفني بواسطة يوجي كانيكو.

## الاستقبال
كان لدى المانغا أكثر من 1.2 مليون نسخة متداولة بحلول ديسمبر 2024. في عام 2020، كانت المانغا واحدة من بين 50 عمل مرشح لجائزة المانغا القادمة النسخة السادسة. احتلت المرتبة الثالثة في قائمة تاكاراجيماشا كونو مانغا غا سوغوي! لأفضل مانغا لعام 2021 للقراء الذكور. تم ترشيحها لجائزة مانغا تايشو الرابعة عشرة في عام 2021 واحتلت المركز التاسع برصيد 46 نقطة.